# The Amboy Dukes
The Amboy Dukes foi uma banda americana de hard rock, formada no ano de 1964, em Detroit, Michigan. Ted Nugent foi o guitarrista principal, assumindo-se na maior parte do tempo como o frontman da banda.
Dentre os álbuns editados destaca-se Journey to the Center of the Mind, de 1968, considerado pela crítica como um dos mais influentes álbuns do rock psicodélico. O grupo dissolveu-se em meados da década de 70, e Ted Nugent continuou uma sólida carreira solo.

## Discografia selecionada
- The Amboy Dukes (1967)
- Migration (1968)
- Journey to the Center of the Mind (1968)
- Call of the Wild Rock (1969)
- Marriage on the Rocks / Rock Bottom (1970)
- Survival of the Fittest Live (1971)
- Call of the Wild (1973)
- Tooth Fang and Claw (1974)
- Journey to the Darkside of the Mind (2000)